# Міжнародний Зелений Хрест
Міжнародний Зелений Хрест — міжнародна екологічна організація, заснована Михайлом Горбачовим в 1993 р. після конференції Earth Summit в Ріо-де-Жанейро, Бразилія. Штаб-квартира Міжнародного Зеленого Хреста розташована в Женеві, а філії є в 30 країнах, включаючи США, країни Латинської Америки, Західної та Східної Європи, Росію, Білорусь, Японію, Пакистан. Президент-засновник МЗК — Михайло Сергійович Горбачов, чинний президент — Олександр Олександрович Ліхоталь.

## Історія
У січні 1990 року під час звернення до Глобального форуму з навколишнього середовища і розвитку, в Москві, президент СРСР Михайло Горбачов виніс на обговорення ідею про те щоб створити організацію, на зразок Міжнародного Червоного Хреста, тільки ця нова організація буде займатися екологічними проблемами, а не медичними. Створення такої організації прискорить вирішення тих екологічних проблем, які виходять за рамки національних кордонів.
Розвиваючи цю думку, Михайло Горбачов на саміті Землі в Ріо-де-Жанейро (червень 1992 р.), оголосив про створення ним такої організації. У той же час депутат Швейцарської Національної ради, Роланд Вієдеркехр заснував екологічну організацію «Світ Зеленого Хреста». Обидві ці організації об'єдналися в 1993 році і сформували Міжнародний Зелений Хрест.
Міжнародний Зелений Хрест був офіційно заснований в Кіото, 18 квітня 1993 року. Багато відомих діячів приєдналися до його Ради директорів і Почесної ради, на запрошення Михайла Горбачова.
Перший набір національних організацій офіційно приєднався до Міжнародного Зеленого Хреста в Гаазі, навесні 1994 року. До їх числа відносяться зелений хрест Японії, Нідерландів, Росії, Швейцарії та США.

## Мета організації
Мета створення Міжнародного Зеленого Хреста — вжиття заходів, спрямованих на забезпечення сталого та безпечного майбутнього планети, екологічна просвіта, виховання почуття відповідальності за наслідки впливу цивілізації на навколишнє середовище.

## Напрямки діяльності Зеленого Хреста
- Запобігання та вирішення конфліктів, що виникають в результаті погіршення екологічної обстановки;[3]
- Надання допомоги людям, постраждалим від екологічних наслідків воєнних дій та конфліктів;[3]
- Вироблення юридичних та етичних норм, які в подальшому стануть основою та мотивацією для дій держави, бізнесу та суспільства з метою створення екологічно безпечного світу.[3]